# Polizei (Polen)

Logo der polnischen Polizei

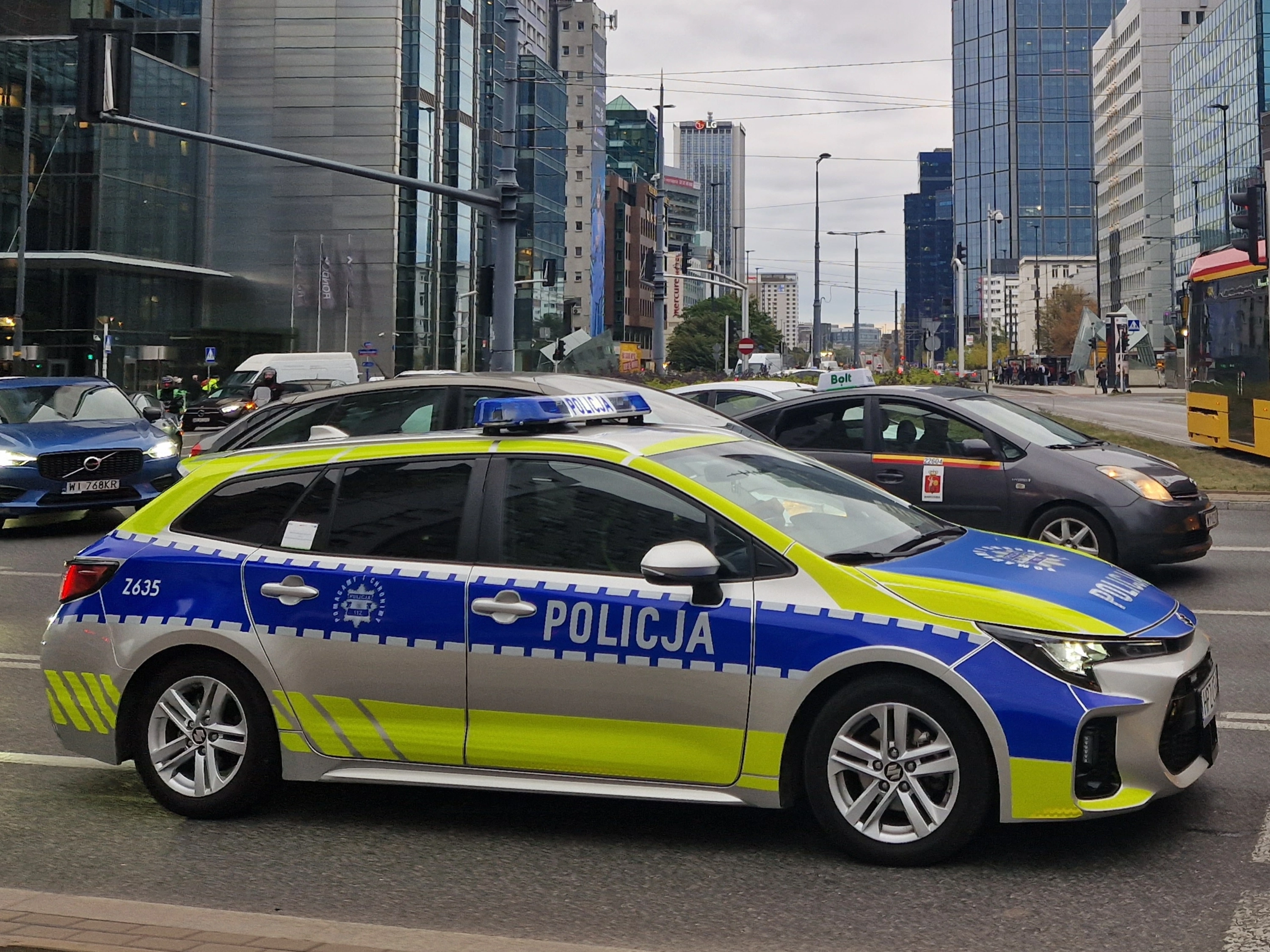
Streifenwagen der polnischen Polizei mit aktueller Beklebung (Suzuki Swace, seit 2022)

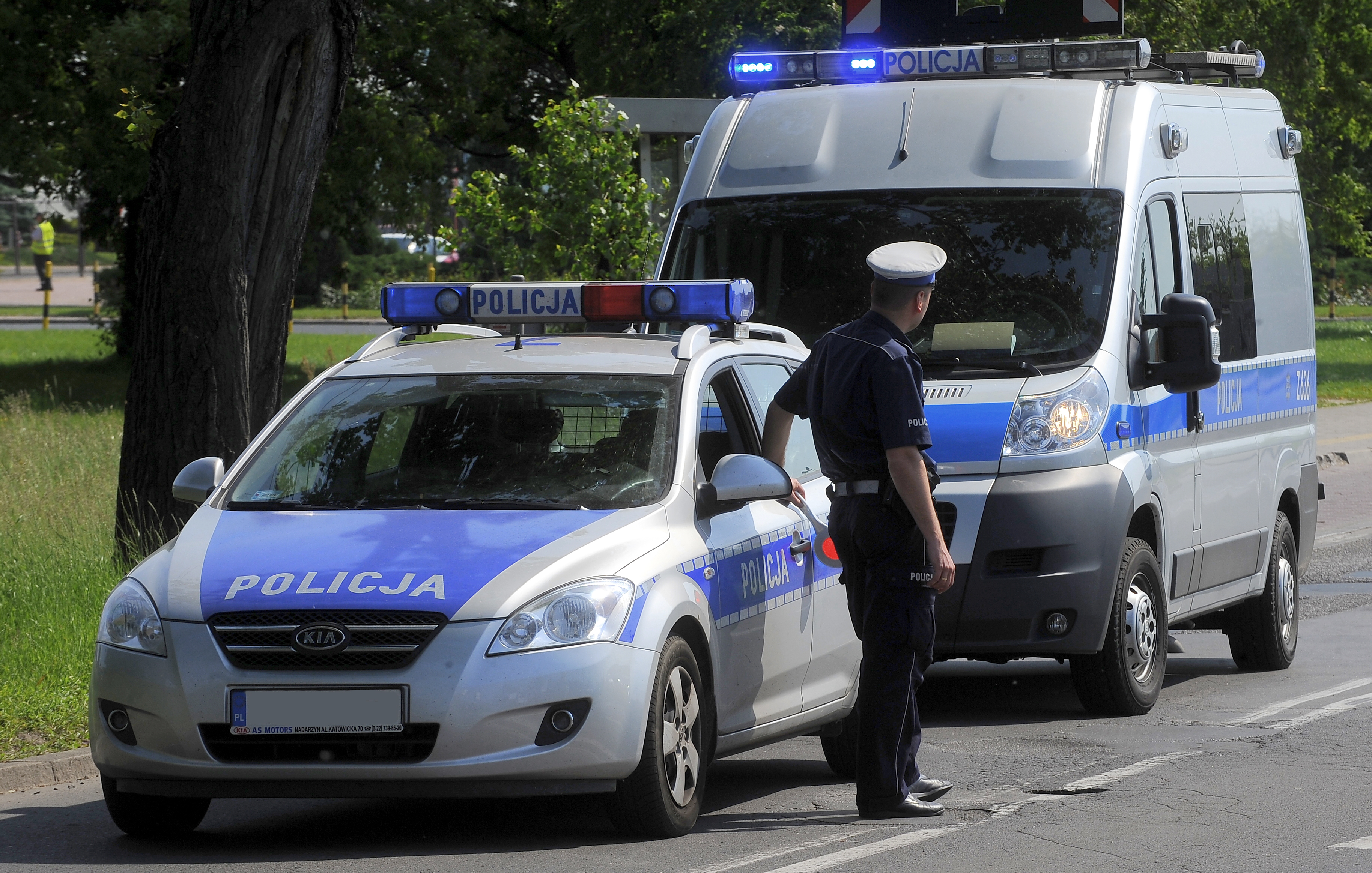
Polnischer Polizist mit Streifenwagen (Kia Ceed, 2010 bis 2021)

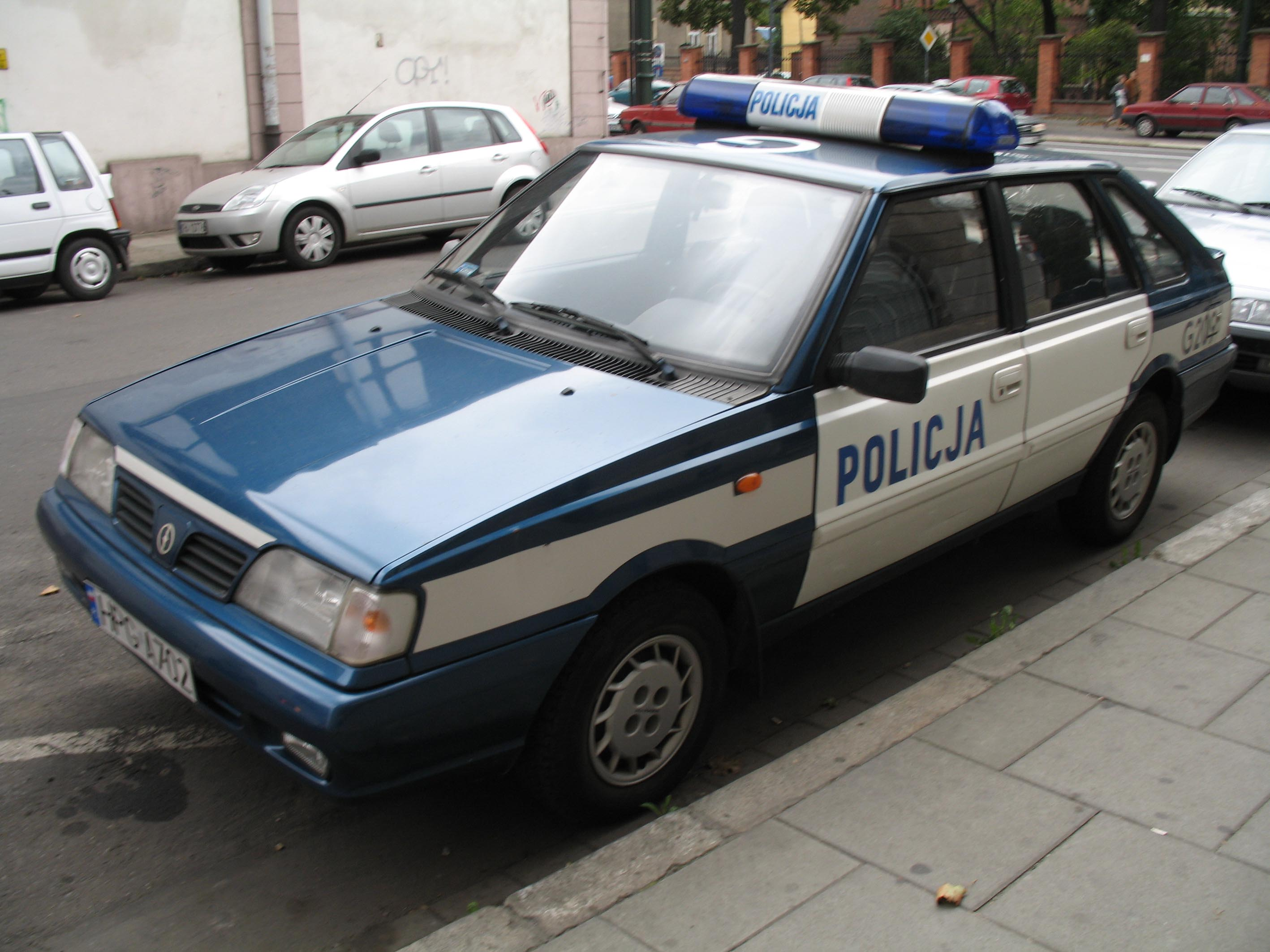
Ehemalige Beklebung polnischer Streifenwagen (FSO Polonez, bis 2009)

Die amtliche Bezeichnung der Polizei der Republik Polen lautet Policja (gesprochen pɔˈlit͡sja). Sie ist dem polnischen Innenministerium unterstellt, zentral organisiert und in regionale Woiwodschaftskommandanturen gegliedert.

## Geschichte
In der Zweiten Polnischen Republik (1918–1939) hießen die Polizeikräfte Policja Państwowa (deutsch Staatspolizei). Sie umfassten vor Ausbruch des Zweiten Weltkrieges rund knapp über 32.500 Beamte sowie weitere Reservisten, die zentral organisiert waren. Lediglich die Woiwodschaft Schlesien besaß zwischen 1920 und 1939 eine eigene regional organisierte Polizei.
Während der Besetzung Polens durch deutsche und sowjetische Truppen im Zweiten Weltkrieg wurden die Polizeikräfte von den Besatzern aufgelöst. Auf deutscher Seite wurde auf Befehl des deutschen Generalgouverneurs Hans Frank die sogenannte Polnische Polizei im Generalgouvernement aufgestellt. Wegen ihrer markanten Uniform erhielt sie im Polnischen umgangssprachlich den Namen Granatowa Policja (deutsch Marineblaue Polizei). Sie rekrutierte sich aus früheren Polizisten und hatte eine Stärke von rund 10.000 Mann. Sie unterstand vollständig den deutschen Besatzungsbehörden und wurde bei der Bekämpfung von Kriminalität und Schwarzhandel herangezogen. Teilweise kam sie auch bei Razzien zur Ergreifung von Zwangsarbeitern und bei Deportationen von jüdischen Polen in die deutschen Vernichtungslager zum Einsatz. Auf sowjetischer Seite wurden im April 1940 neben Offizieren auch Polizisten erschossen. Insgesamt handelt es sich um 22.000 bis 25.000 Opfer. Deren Familienmitglieder wurden nach Kasachstan deportiert und dort der Leichtindustrie oder metallerzeugenden Unternehmen als Arbeitskräfte zugewiesen. Zuvor wurden gemäß dem Historiker Adrzej Friszke während der Eroberung der ostpolnischen Gebiete selbst 2.500 Soldaten und Polizisten gefangen genommen und ermordet.
Der polnische Untergrundstaat unterhielt während der deutschen Besatzungszeit zwischen 1940 und 1944 eine eigene Polizei namens Państwowy Korpus Bezpieczeństwa (deutsch Staatliches Sicherheitscorps), die in den eigenen Reihen für Ordnung sorgte, feindliche Agenten aufspürte und sich aktiv am Widerstand gegen die deutschen Besatzer beteiligte.
Nach dem Zweiten Weltkrieg wurde die Milicja Obywatelska (deutsch Bürgermiliz) gegründet. Sie war die offizielle Polizei in der Volksrepublik Polen und unterstand in ihren Anfangsjahren dem neu gebildeten polnischen Ministerium für öffentliche Sicherheit. 1956 wurde sie mit dem polnischen Inlandsgeheimdienst zusammengelegt. Nach dem Systemwechsel ab 1989 wurde nach einer umfassenden Umstrukturierung die Bezeichnung für die Polizei in Polen 1990 wieder in Policja geändert.

## Kennzeichnungspflicht
Siehe auch
Die Polizeibeamten sind verpflichtet, eine Identifikationsnummer sowie ein Namensschild auf der Vorderseite ihrer Uniform zu tragen. Auf dem Namensschild werden der erste Buchstabe des Vornamens und der vollständige Nachname genannt. Das Schild ist 8 cm lang und 1,3 cm hoch. Der Helm ist mit der Aufschrift „POLICJA“ („POLIZEI“) und dem Bild eines Adlers gekennzeichnet.

## Organisation

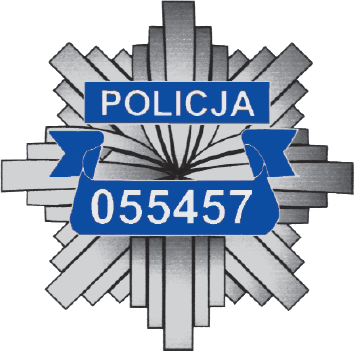
Abzeichen

Rund 100.000 Beamte und 25.000 zivile Angestellte arbeiten für die polnische Polizei. Sie ist zentral aufgebaut und untersteht dem polnischen Innenministerium. Regional ist die Polizei in Woiwodschaftskommandanturen gegliedert. In der Woiwodschaft Masowien existieren über dies, anders als in den restlichen Woiwodschaftem, zwei regionale Polizeibehörden: Eine für die Stadt Warschau samt angrenzenden Landkreisen und eine für das übrige Woiwodschaftsgebiet.
Das Zentralamt für Ermittlung (polnisch Centralne Biuro Śledcze Policji) bildet die Spezialeinheit der polnischen Polizei. Sein Status gleicht dem einer Woiwodschaftskommandantur. Des Weiteren betreibt die polnische Polizei ein zentral organisiertes forensisches Forschungsinstitut (polnisch Centralne Laboratorium Kryminalistyczne Policji).

### Abteilungen
In den meisten Woiwodschaftskommandanturen gibt es folgende Abteilungen:
- Kriminalpolizei (Policja Kryminalna) – Gewaltverbrechen und schwere Kriminalität
  - Steuerpolizeieinheiten und Drogeneinheiten
  - Spurensicherung und Forensik
- Schutzpolizei (Policja Prewencyjna) – schutzpolizeiliche Aufgaben, einschließlich Terrorabwehr und Bereitschaftspolizei
- Verkehrspolizei (Policja Ruchu Drogowego) – Verkehrskontrollen und Autobahnüberwachung

### Polnisch-Deutsche Zusammenarbeit
2014 wurde ein deutsch-polnisches Polizeiabkommen unterzeichnet. Seitdem sind Festnahmen im jeweils anderen Land möglich und formal wurde das Grenzgebiet von einem grenznahen Streifen auf ganze Bundesländer und Woiwodschaften ausgedehnt. Dies ermöglicht deutschen und polnischen Beamten, Straftäter auf dem Territorium des jeweiligen Nachbarlandes vorläufig festzunehmen. In Deutschland umfasst das formale Grenzgebiet die Bundesländer Brandenburg, Berlin, Sachsen und Mecklenburg-Vorpommern.
Seit 2015 wird die polnisch-deutsche Zusammenarbeit auch in der Fernsehkrimireihe Polizeiruf 110 dramaturgisch aufgegriffen.

## Stadtpolizei

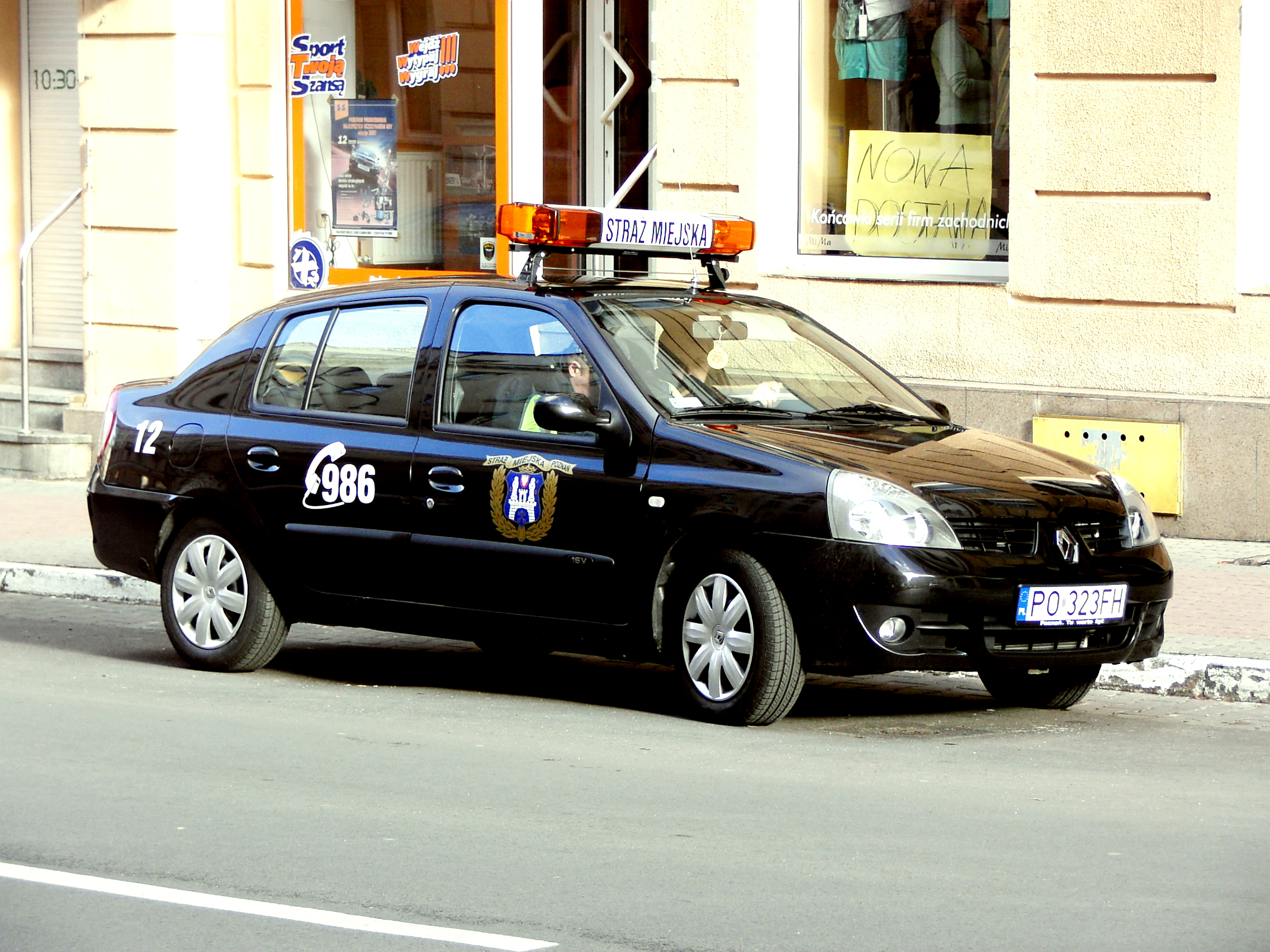
Streifenwagen einer Stadtpolizei in Posen (Renault Thalia, 2007)

Neben der nationalen Polizei werden einige polizeiliche Aufgaben auch von der Stadtpolizei (polnisch Straż Miejska, deutsch Stadtwache) wahrgenommen, die kommunal organisiert ist und vor allem der öffentlichen Ordnung dient.

## Grenzschutz

Abzeichen des polnischen Grenzschutzes

Nach der Auflösung der Wojska Ochrony Pogranicza (deutsch Militärischer Grenzschutz) wurden die Aufgaben des Grenzschutzes 1991 von der Straż Graniczna übernommen. Diese polizeiliche Behörde ist ebenfalls dem Innenministerium unterstellt, ihre Dienstgrade und Uniformen ähneln jedoch denen des polnischen Militärs. Sie ist in neun Truppen organisiert sowie in Dienststellen in Danzig, Kętrzyn, Białystok, Warschau, Chełm, Przemyśl, Nowy Sącz, Racibórz und Krosno Odrzańskie gegliedert. Bildungseinrichtungen des Grenzschutzes sind in Koszalin, Kętrzyn und Lubań ansässig; das Zentralarchiv in Stettin.
Die polnische Grenzschutzeinheit an der Oder-Neiße-Grenze und die deutsche Bundespolizei betreiben seit 2016 drei deutsch-polnische Dienststellen. Die Einheiten bestehen gemischt aus polnischen und deutschen Beamten, die gemeinsam ermitteln und Straftäter im jeweils anderen Land verfolgen dürfen.

## Ausstattung

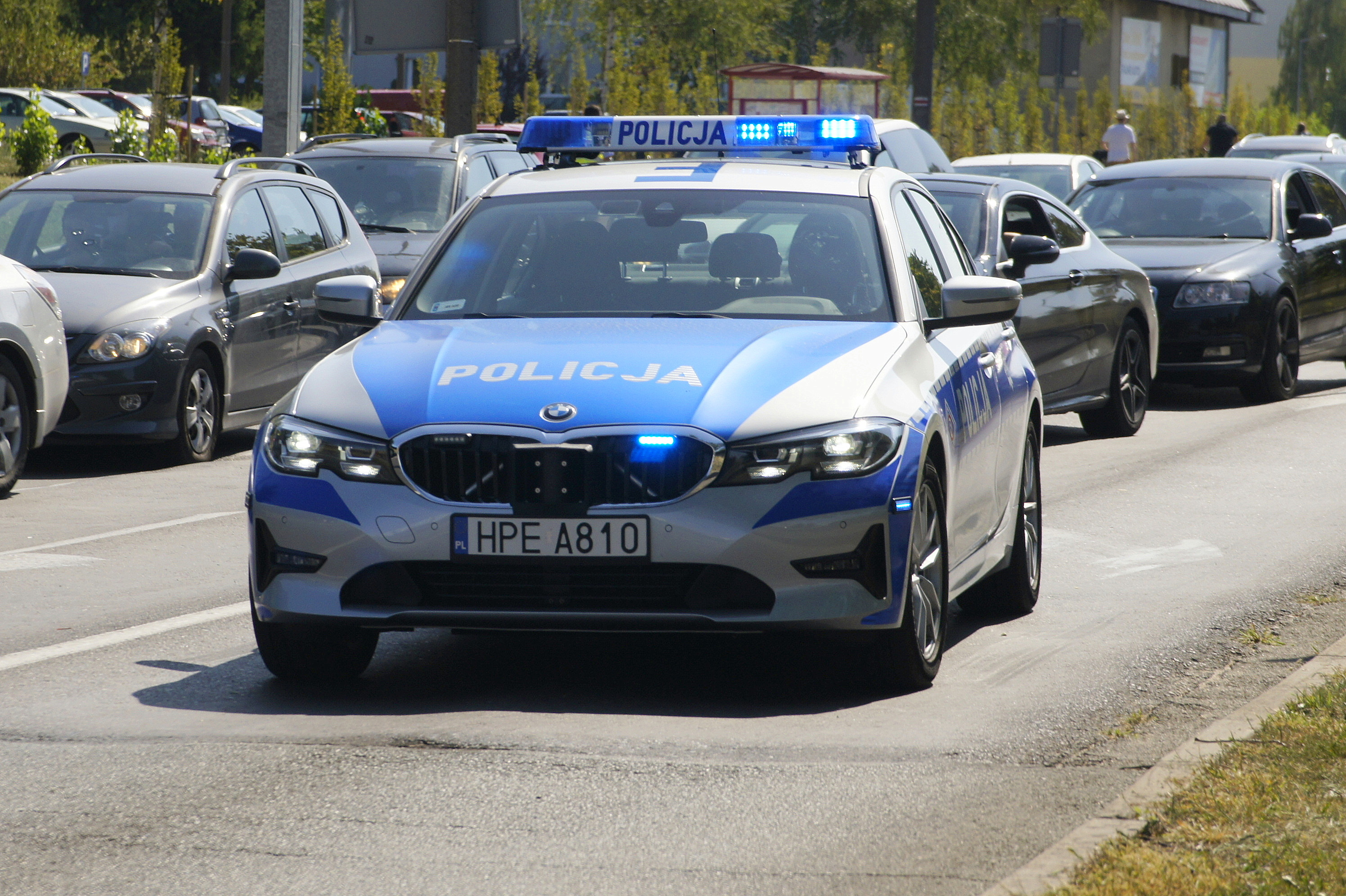
BMW 3er als Streifenwagen der polnischen Polizei (2019)

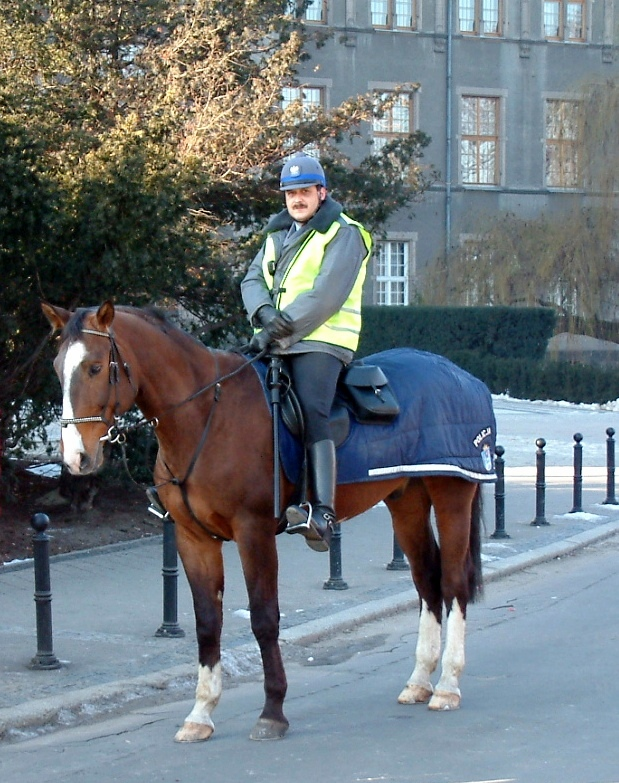
Berittener Beamter der polnischen Polizei (2006)

Die Polizei in Polen ist bewaffnet und trägt eine marineblaue Uniform in verschiedenen Ausführungen. Die Streifenwagen sind seit 2007 dem Standard der Europäischen Union angepasst und somit silbern lackiert sowie blau-weiß beklebt. 2022 wurden neongelbe Elemente ergänzt. Alle Fahrzeuge tragen die Aufschrift Policja.